# محمد عبدالحامد (بازیکن والیبال)
محمد عبدالحامد (انگلیسی: Mohamed Abdel Hamed؛ زادهٔ ۱ نوامبر ۱۹۵۹) بازیکن والیبال اهل مصر بود.